# Bistum Sapa
Das in Albanien gelegene Bistum Sapa (lat.: Dioecesis Sappensis, Albanisch: Dioqeza e Sapës) wurde im Jahre 1062 begründet und ist ein Suffragan des Erzbistums Shkodra-Pult. Es erstreckt sich entlang des Unterlaufs des Drin südlich der Stadt Shkodra. Bischofssitz ist der Ort Vau-Deja im Kreis Shkodra. 
Bischof Simon Kulli wurde im Juni 2017 von Papst Franziskus ernannt und am 14. September 2017 zum Bischof geweiht

## Geschichte

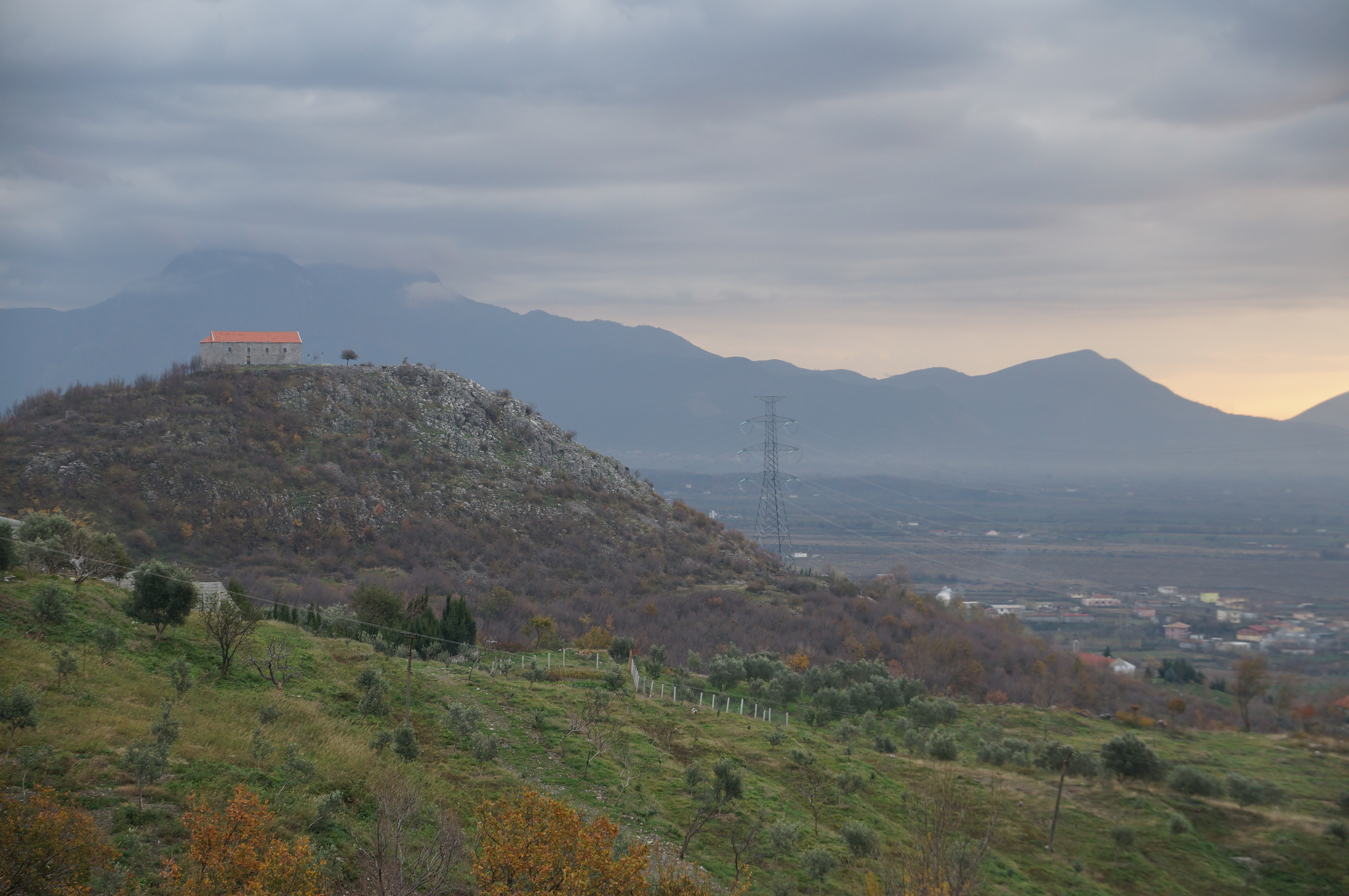
Hügel von Sapa, ehemaliger Sitz des Bistums

Die Diözese ist nach Sapa (italienisch Sappa) benannt, einem ehemaligen Städtchen südlich von Vau-Deja, wo sich lange auch die Kathedrale des Bistums, die Michaelskirche, befand. Vom Mittelalter bis ins 19. Jahrhundert gehörte Sapa zur Kirchenprovinz Antivari.
Im 17. Jahrhundert konnten die kleinen nordalbanischen Diözesen wegen der fortschreitenden Islamisierung durch die Osmanen nur mehr unter Schwierigkeiten mit Bischöfen besetzt werden und blieben oft vakant. Deshalb wurde das Bistum Sarda (Sardoniki) im 17. Jahrhundert zu Sapa geschlagen. In jener Zeit hatte die vereinigte Diözese zwei bedeutende Bischöfe, Pjetër Budi (1621–1622) und Frang Bardhi (1637–1643). Sie gehörten zu den ersten, die religiöse Werke in albanischer Sprache verfassten.

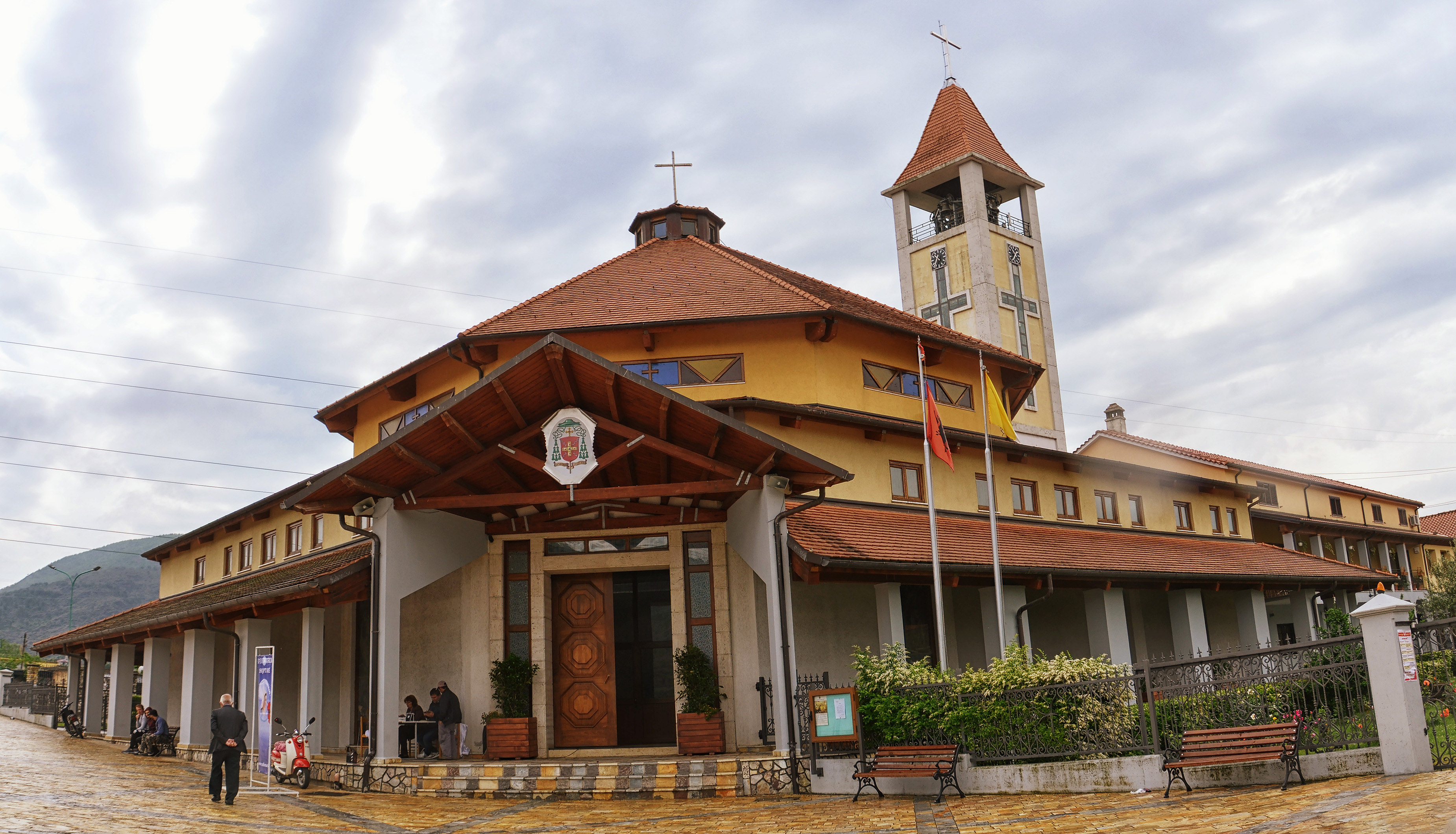
Vau-Deja, St. Teresa-Kathedrale

Der 1940 ins Amt gekommene Bischof von Sapa Gjergj Volaj wurde nach dem Zweiten Weltkrieg von Angehörigen der Sigurimi eingekerkert, gefoltert und im Februar 1948 ermordet. Unter der Gewaltherrschaft der Kommunisten konnte kein neuer Bischof ernannt werden. 
Papst Johannes Paul II. richtete die Diözese in den 1990er Jahren wieder ein. Im Frühjahr 2002 übersiedelten einige albanische Karmelitinnen aus Kroatien nach Nënshat bei Sapa und gründeten dort ein kontemplatives Kloster. Von Anfang 2007 hatte der im Mai 2016 verstorbene Lucjan Avgustini das Bischofsamt inne.